# Hồng lô tự
Hồng lô tự hay Hồng lư tự (鴻臚寺, Court of State Ceremonial) tên cũ là Đại hồng lư, Điển khách là một cơ quan nhà nước trong quan chế phương Đông thời phong kiến.
Ở Việt Nam, Hồng lô tự là trong 6 tự trong quan chế Lục tự. Hồng lô tự là cơ quan phụ trách việc tiếp đón và thể thức lễ nghi với những sứ đoàn từ các triều hoặc nước khác đến. Hồng lô tự gồm có 2 thự (quan nha) là:
- Điển khách thự (典客署, Office of Receptions) - cơ quan phụ trách việc tiếp đón và lo cho các sứ đoàn đến từ các nước
- Ti nghi thự (司儀署, Office of Ceremonials) - cơ quan phụ trách việc an táng dành cho các vị đại thần trong triều đình

Tên Hồng lô tự lấy từ tích đời vua Hán Minh đế mời hai vị sư bên Thiên Trúc sang, vì chưa có chỗ ở riêng, mới đón vào ở sở "Hồng Lô Tự", vì thế về sau các chỗ sư ở đều gọi là "tự", như "Thiếu Lâm tự" (chùa Thiếu Lâm)  và cơ quan phụ trách tiếp đón và lo cho các sứ đoàn được gọi là Hồng lô tự.
Ngoài ra, Hồng lô tự còn phụ trách việc xướng danh các vị tân khoa tiến sĩ đậu kỳ thi Đình.
Cũng như các tự khác trong Lục tự, Quang lộc tự do quan Tự khanh đứng đầu, Tự thiếu khanh thứ nhì và có các thuộc cấp Chủ sự, Tư vụ, Thư lại giúp việc.
Thời Nguyễn Minh Mạng 8 (1827), triều đình chuẩn định quan chế Hồng lô tự Khanh trật Chánh tứ phẩm, Hồng lô tự Thiếu khanh trật Chánh ngũ phẩm. Chuyên lo việc nghi lễ trong các khoa thi như xướng danh, yết bảng.
Thời Nguyễn, riêng Hồng lô tự (lo việc tiếp đón sứ đoàn các nước) và Thượng bảo tự (lo việc văn phòng, ấn tín giúp vua) có chức trách thường trực, các chức điều hành trong những tự khác như chức Tự khanh, Tự thiếu khanh, thường trao cho các quan trong Lục bộ điều hành tạm thời trong một thời gian, không có chức vụ nhất định.